# I Brygada Litewsko-Białoruska
I Brygada Litewsko-Białoruska (I BLB) – oddział piechoty Wojska Polskiego w  II Rzeczypospolitej.

## Organizacja brygady
Struktura w czerwcu 1920:
- Dowództwo brygady
- Wileński pułk strzelców
- Miński pułk strzelców

## Obsada personalna
Dowódcy brygady
- płk Władysław Bejnar[1].